# مالكوم بيلي
مالكوم بيلي (بالإنجليزية: Malcolm Bailey)‏ (14 أبريل 1950 في المملكة المتحدة - 14 نوفمبر 2017) هو لاعب كرة قدم بريطاني في مركز الوسط. لعب مع بورت فايل ونادي هايد إف سي ونورثويتش فيكتوريا ونادي ألترينتشام ونادي تلفورد يونايتد ونادي رانكورن هالتون.